# 857. grenadirski polk (Wehrmacht)
857. grenadirski polk (izvirno nemško 857. Grenadier-Regiment; kratica 857. GR) je bil pehotni polk Heera v času druge svetovne vojne.

## Zgodovina
Polk je bil ustanovljen 2. novembra 1942 za potrebe 346. pehotne divizije in uničen avgusta 1944 med bitko za Normandijo.
Ponovno je bil ustanovljen decembra istega leta.